# PFK Sotsji
PFK Sotsji (Russisch: Пфк Сочи) is een Russische voetbalclub uit Sotsji.

## Geschiedenis
De stad Sotsji had geen professionele voetbalclub na het wegvallen van FK Zjemtsjoezjina Sotsji, maar wel een groot stadion, dat gebouwd werd voor de Olympische Winterspelen 2014 en daarna omgevormd werd tot voetbalstadion zodat het gebruikt kon worden voor het WK in Rusland.
Dinamo Sint-Petersburg, de tweede club van de stad, had weinig supporters en kende financiële problemen. De club was in 2015 overgenomen door Boris Rotenberg en verhuisde in 2018 met zijn spelers naar Sotsji zodat de club in 2018/19 meteen in de tweede klasse kon starten. De club nam de naam PFK Sotsji aan. De club werd vicekampioen achter FK Tambov waardoor ze meteen promoveerden naar de Premjer-Liga.. In 2024 degradeerde de club na vijf seizoenen uit de Premjer Liga, om vervolgens een seizoen later weer terug te promoveren via de play-offs.

## Eindklasseringen (grafisch) vanaf 2019
| 2 |

| 12 |

| 5 |

| Premjer-Liga | FNL |

## In Europa
Uitslagen vanuit gezichtspunt PFK Sotsji
| Seizoen                                                    | Competitie               | Ronde | Land                  | Club        | Totaalscore  | 1e W    | 2e W       | PUC |
| ---------------------------------------------------------- | ------------------------ | ----- | --------------------- | ----------- | ------------ | ------- | ---------- | --- |
| 2021/22                                                    | Europa Conference League | 2Q    | Vlag van Azerbeidzjan | Keşlə FK    | 7-2          | 3-0 (T) | 4-2 (U)    | 3.0 |
|                                                            |                          | 3Q    | Vlag van Servië       | FK Partizan | 3-3 (2-4 ns) | 1-1 (T) | 2-2 nv (U) | 3.0 |
| Totaal aantal behaalde punten voor UEFA coëfficiënten: 3.0 |                          |       |                       |             |              |         |            |     |